# Костин Дол (Кочани)
Костин Дол (мкд. Костин Дол) је насеље у Северној Македонији, у источном делу државе. Костин Дол је у саставу општине Кочани.

## Географија
Костин Дол је смештен у источном делу Северне Македоније. Од најближег града, Кочана, насеље је удаљено 22 km северно.
Насеље Костин Дол се налази у историјској области Осогово, на јужним висовима Осоговске планина. Јужно од насеља протиче Црна река, која се јужније улива у реку Оризарску реку. Надморска висина насеља је приближно 920 метара. 
Месна клима је планинска због знатне надморске висине.

## Становништво
Костин Дол је према последњем попису из 2002. године имао 20 становника.
Претежно становништво у насељу су етнички Македонци (100%).
Већинска вероисповест месног становништва је православље.